# Franciszek Jedwabski
Franciszek Jedwabski (ur. 29 stycznia 1895 w Wilkowyi, zm. 26 czerwca 1975 w Poznaniu) – polski duchowny rzymskokatolicki, biskup pomocniczy poznański w latach 1947–1975.

## Życiorys
Studiował w Poznaniu i w Münsterze. Wcielony do armii niemieckiej w 1914, brał udział w I wojnie światowej przez cały jej czas trwania. Po powrocie z frontu w 1918 prawdopodobnie wstąpił do poznańskiego seminarium duchownego (data wstąpienia nie została oficjalnie potwierdzona). Wziął udział w powstaniu wielkopolskim w roku 1919.
Święcenia kapłańskie przyjął 17 grudnia 1922. W 1927 został mianowany notariuszem kurii archidiecezjalnej i prokuratorem Arcybiskupiego Seminarium Duchownego w Poznaniu, zaś w 1938 – kanclerzem kurii i kanonikiem kapituły metropolitalnej. Był wykładowcą seminarium duchownego. Po wkroczeniu Niemców do Poznania we wrześniu 1939 pełnił funkcję proboszcza parafii katedralnej i został włączony przez arcybiskupa do grona wikariuszy generalnych archidiecezji poznańskiej.
Podczas okupacji więziony w obozach koncentracyjnych w Mauthausen-Gusen i Dachau (1941–1945). U schyłku wojny został tam wybrany przez współbraci na przewodniczącego Komitetu Przyrzeczeń (konspiracyjnego), czyli dobrowolnego składania przyrzeczeń św. Józefowi w zamian za doczekanie uwolnienia. Jego powołanie związane było z obawą przed likwidacją przez Niemców obozu wraz z więźniami, co – jak się później okazało – zostało zresztą nakazane przez Heinricha Himmlera, jednak nie doczekało się realizacji. Po wyzwoleniu obozu przez wojska amerykańskie przewodniczył komitetowi ds. realizacji tych przyrzeczeń, koordynując przeprowadzanie postanowionych wówczas działań.
W pierwszym okresie po wojnie pracował wśród emigracji polskiej w Niemczech, Austrii i Rzymie. W czerwcu 1945 został dziekanem Centrali Duszpasterstwa Polskiego z siedzibą pod Monachium, a w lipcu – wikariuszem generalnym powołanej doraźnie diecezji personalnej dla ludności polskiej na ziemiach niemieckich. Funkcje te przestał pełnić w listopadzie 1945, gdy objął stanowisko rektora Kolegium Polskiego w Rzymie. W lipcu 1946 powrócił do Poznania.
12 grudnia 1946 został mianowany biskupem pomocniczym archidiecezji poznańskiej ze stolicą tytularną Maxula Prates. Sakrę biskupią przyjął 2 marca 1947 w katedrze poznańskiej z rąk arcybiskupa Walentego Dymka. Wikariusz generalny i w latach 1956–1957 wikariusz kapitulny archidiecezji. W 1956 udzielił święceń kapłańskich Józefowi Glempowi, późniejszemu kardynałowi i prymasowi Polski.
W okresie PRL znany był z unikania we wszelkich wystąpieniach publicznych komentowania sytuacji społeczno-politycznej, skupiając się w nich wyłącznie na aspektach religijnych. Opinię tą potwierdziły również raporty służb bezpieczeństwa, które skrupulatnie inwigilowały biskupa w tym zakresie. Cechował się również lojalnością względem kolejnych arcybiskupów poznańskich, Walentego Dymka i Antoniego Baraniaka, jak również względem prymasa Stefana Wyszyńskiego.
Po śmierci biskupa Franciszka Korszyńskiego w 1962 przejął po zmarłym reprezentowanie interesów polskich księży więzionych w hitlerowskich obozach przed zachodnioniemieckimi sądami. Celem tych działań było uzyskanie odszkodowań od rządu RFN. Brał również udział w dwóch ostatnich sesjach soboru watykańskiego II.